# Philip de László

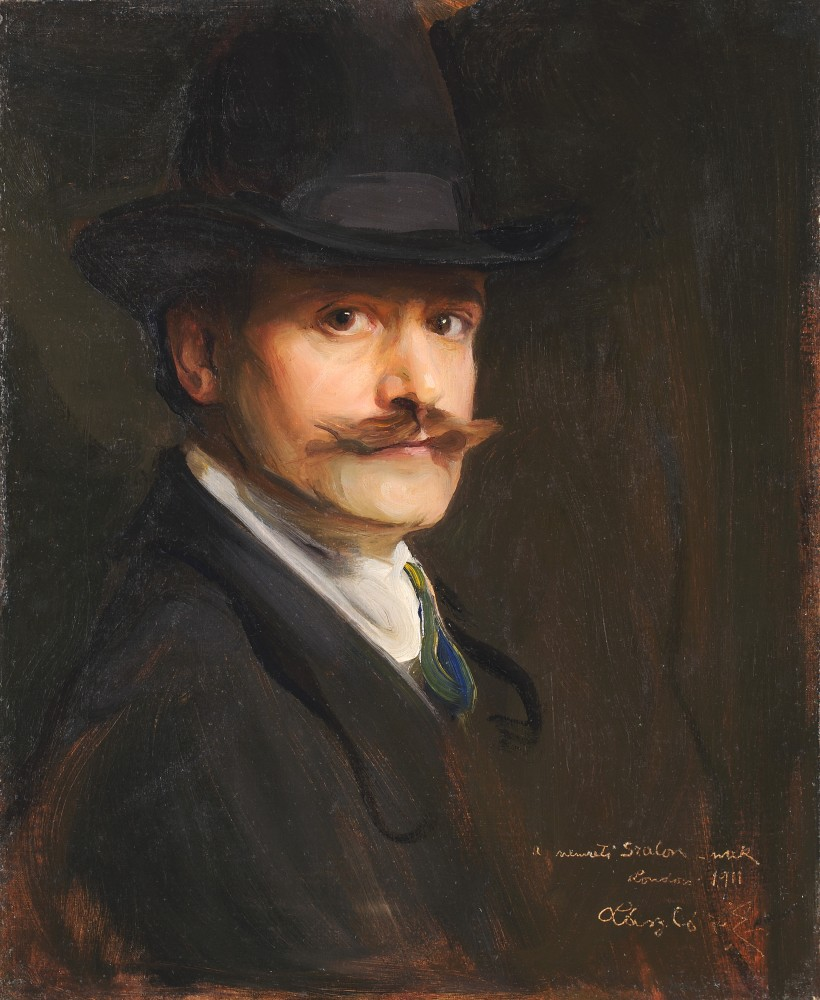
de Lászlós självporträtt (1911)

Philip Alexius László de Lombos, ursprungligen Fülöp Elek Laub, född 30 april 1869 i Pest (nuvarande Budapest), död 22 november 1937 i London, var en ungersk målare.

## Biografi
Skräddarsonen László kom efter studier i Budapest och München till Paris, där han studerade för Jules Joseph Lefebvre och Jean-Joseph Benjamin-Constant. Efter 1894, då han hade stor framgång med ett porträtt av Ferdinand av Bulgarien, och kom att bli den av Europas furstehus och aristokrati mest anlitade porträttmålaren. Även i USA hade han betydande framgångar. László bosatte sig senare i London. Han är representerad bland annat på Musée du Luxembourg och galleriet för modern konst i Rom.
László utförde bland annat ett porträtt av påven Leo XIII (hållet vitt i vitt, 1903). Han målade även bilder av kardinal Rampolla, furst Hohenlohe, violinisten Joachim med flera. László utförde också ett porträtt av Gustaf V (1923; påbörjat i Cannes 1922).
Från 1907 bodde han i London och var ingift i familjen Guinness.
År 1909 gav Edward VII honom Victoriaorden, och han adlades år 1912 av kejsar Frans Josef, varefter han använde namnformen de László.

## Galleri

Frans Josef I, 1899
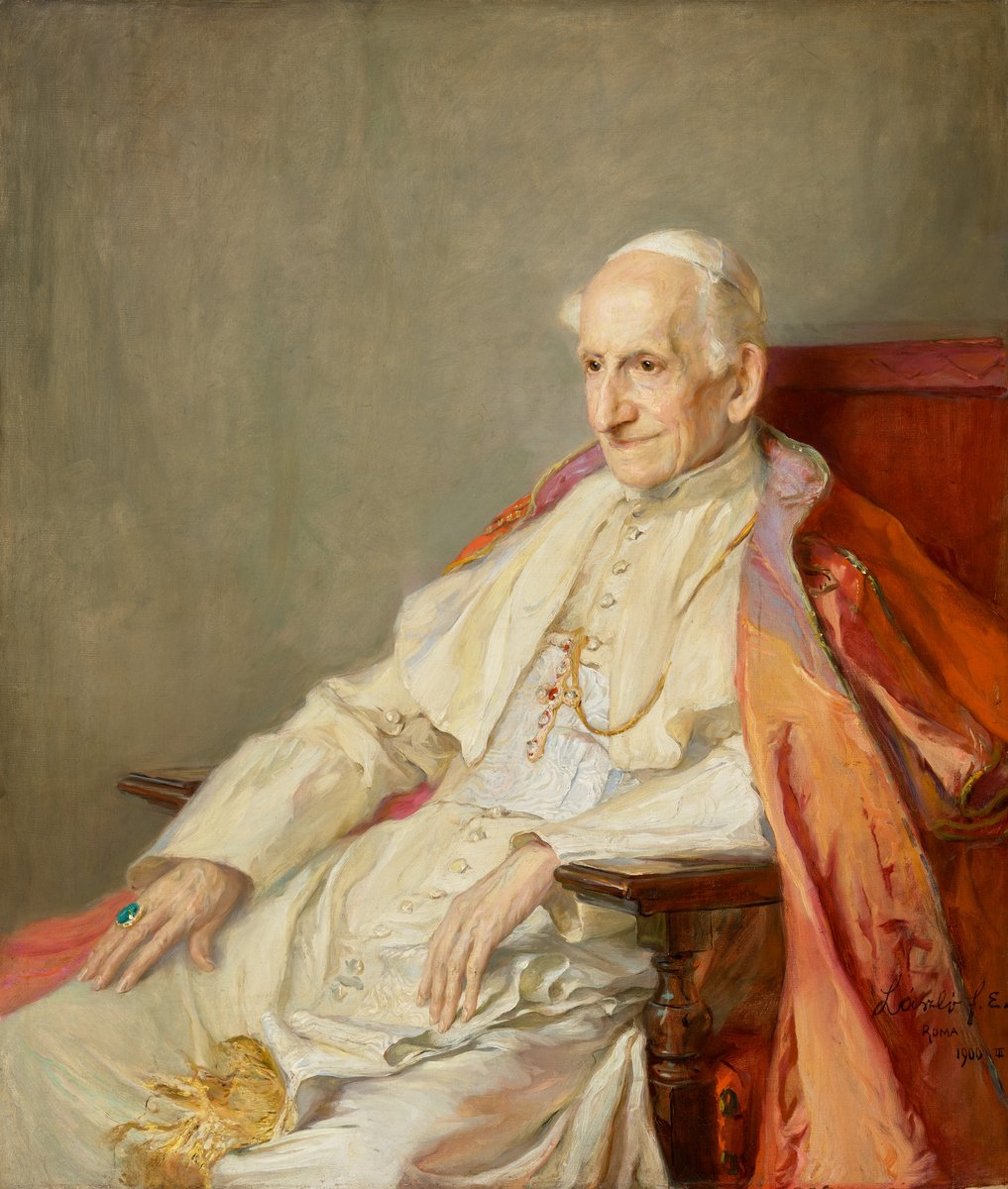
Påve Leo XIII, 1900
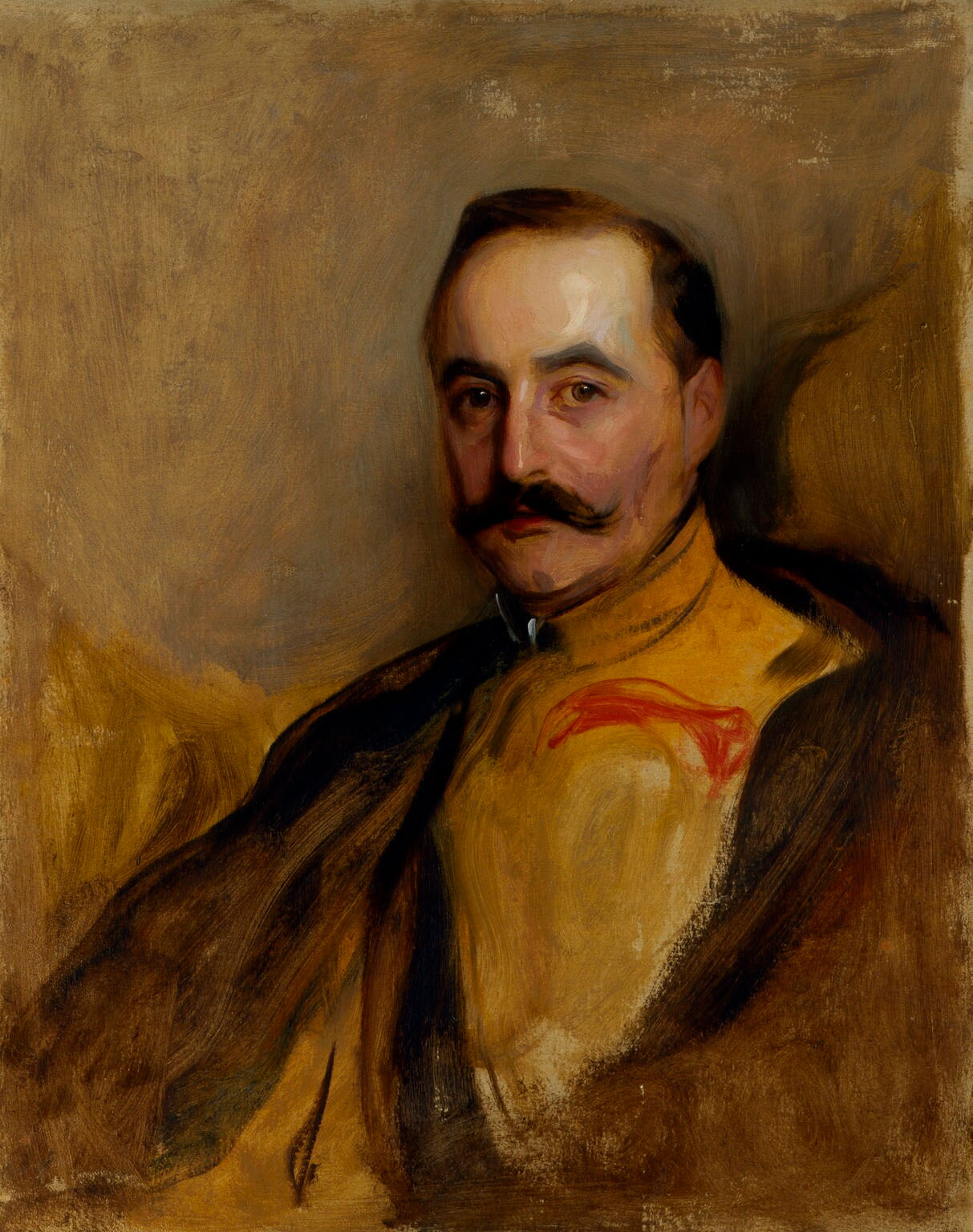
Albert von Mensdorff-Pouilly-Dietrichstein, före 1907.
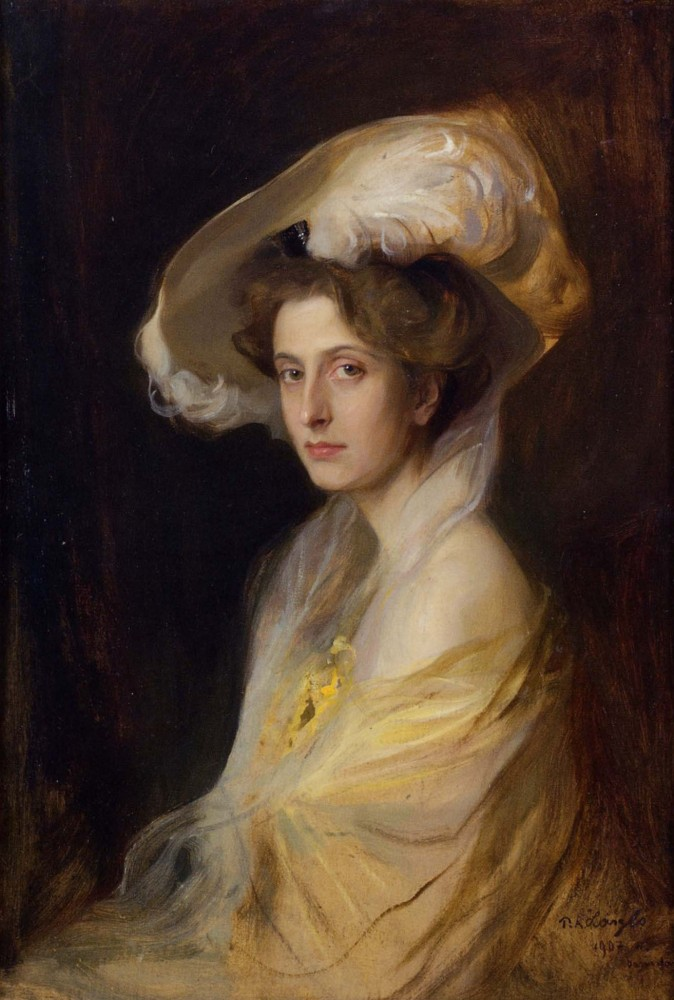
Louise av Battenberg (senare Sveriges drottning), 1907
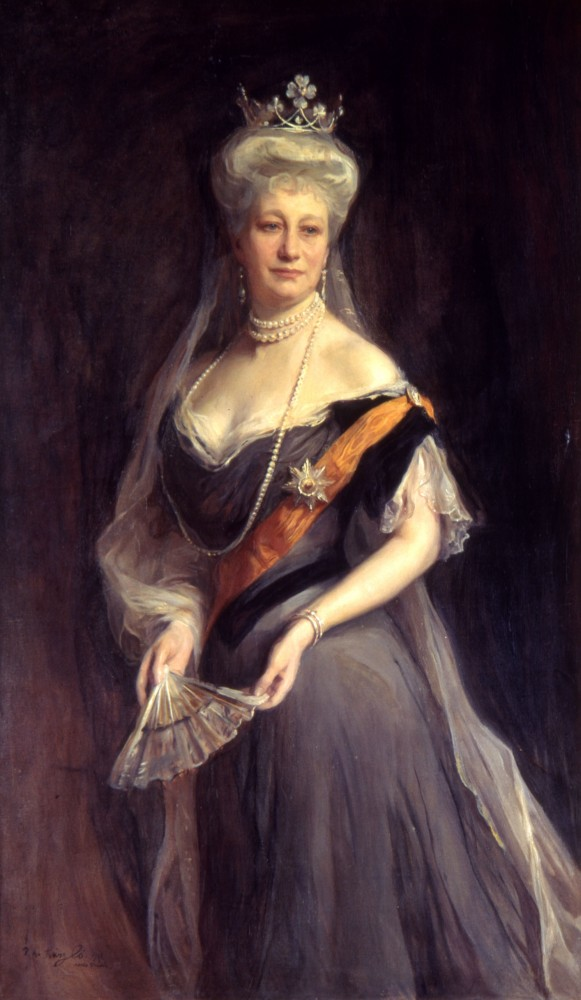
Kejsarinnan Auguste Viktoria, 1908
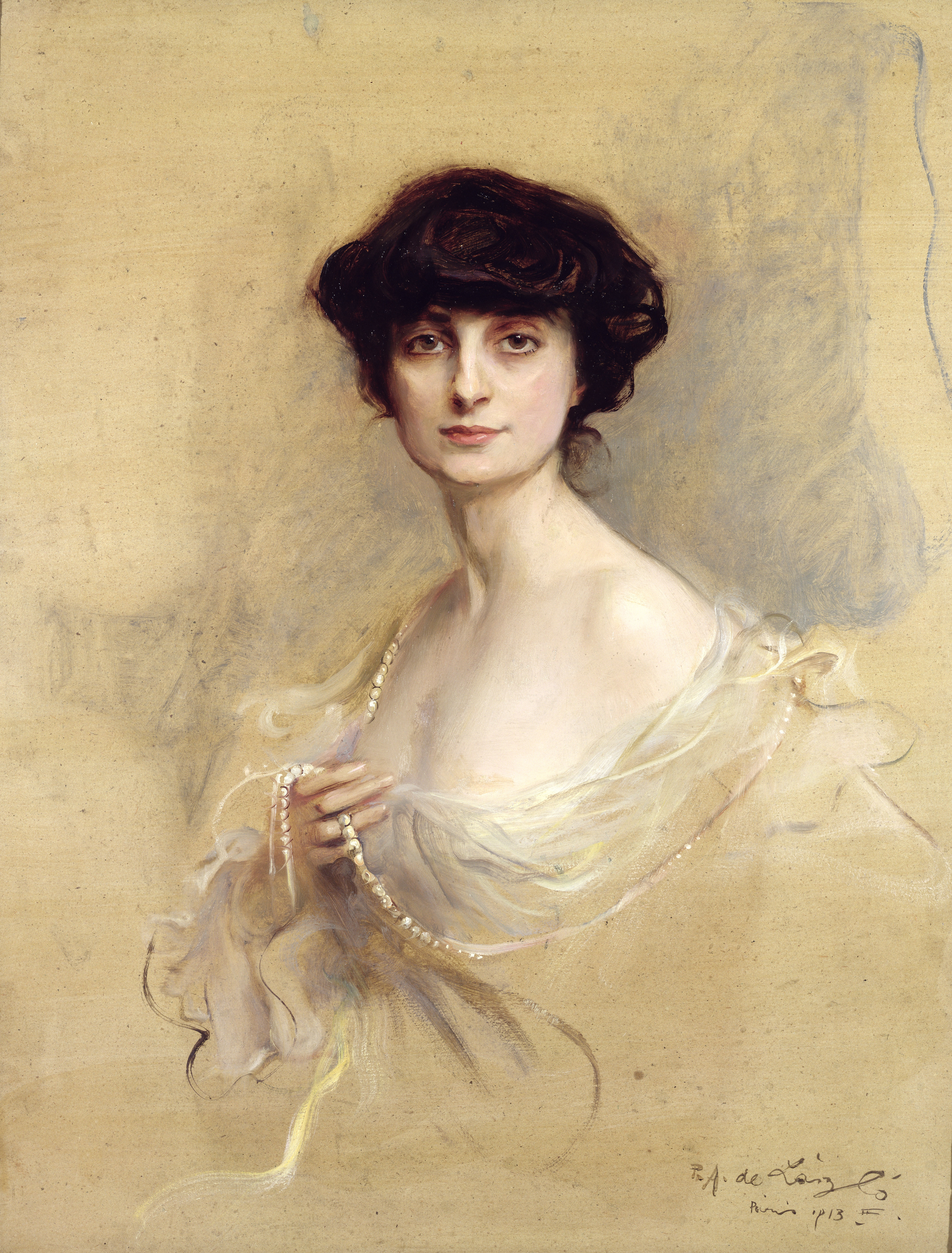
Anna de Noailles, 1913
Elizabeth av York (senare drottning Elizabeth II), 1933